# Nacerdes wardi
 Nacerdes wardi es una especie de coleóptero de la familia Oedemeridae.

## Distribución geográfica
Habita en Nepal.